# 国鉄ワ14000形貨車
国鉄ワ14000形貨車（こくてつワ14000がたかしゃ）は、かつて日本国有鉄道（国鉄）の前身である鉄道省に在籍した12 t 積みの有蓋車である。
本形式と同様の経歴を持つワ10形、ワコ70形、ワ21800形、ワム800形、スコ400形についても本項目で解説する。

## 概要
1943年（昭和18年）4月1日に樺太の内地編入に伴い、樺太庁から鉄道部門（樺太庁鉄道）が鉄道省（樺太鉄道局）に移管された。この際同時にワ10形 29両（ワ10 - ワ38）、ワコ70形 14両（ワコ70 - ワコ83）、ワコ100形 10両（ワコ100 - ワコ109）、ワコ110形 120両（ワコ131 - ワコ254,4両欠）、スコ300形 25両（スコ300 - スコ324）、スコ400形 26両（スコ400 - スコ425）、ワム800形 102両（ワム800 - ワム901）の7形式の有蓋車車籍も鉄道省に編入された。
ワコ100形、ワコ110形、スコ300形はいずれも10 t 積み二軸車でありスコ400形は12 t 積み二軸車、ワム800形は15 t 積み二軸車であった。
当時多くの私鉄が国有化され、多くの貨車が鉄道省車籍に編入されたが、この際鉄道省形式に改番された車両と、改番されずに私鉄時代の形式番号のまま運用された車両の2種類が存在した。鉄道省形式が付与されなかった理由は、形式両数が少なかった、積載荷重10 t 以下の小型車であった、車両の構造が鉄道省貨車に対して差異が大きかったなどがある。改番されずに私鉄時代の形式番号のまま運用された車両は、運用制限車（地域限定運用車）となり数年で廃車又は他形式へと改造され形式消滅した。

## ワ14000形
前述のワコ100形、ワコ110形は、鉄道省へ移管後の1944年（昭和19年）に積載荷重を12 t 積みに改造され形式名はワ14000形（ワ14000 - ワ14129）1形式にまとめられ変更された。
戦局の悪化により樺太は車両残留のまま放棄され1945年（昭和20年）に除籍となり形式消滅となった。

## ワ21800形
前述のスコ300形は、鉄道省へ移管後の1944年（昭和19年）に積載荷重を12 t 積みに改造され形式名はワ21800形（ワ21800 - ワ21824）に変更された。
戦局の悪化により樺太は車両残留のまま放棄され1945年（昭和20年）に除籍となり形式消滅となった。

## ワ10形、ワコ70形、スコ400形、ワム800形
前述のワ10形、ワコ70形、スコ400形、ワム800形の4形式は、鉄道省へ移管後改造、改番される事なく旧形式名のまま運用された。尚ワ10形はワ10形初代が前年の1942年（昭和17年）に形式消滅しているため 2 代目に当たる。
戦局の悪化により樺太は車両残留のまま放棄され1945年（昭和20年）に除籍となり形式消滅となった。